# La Florida, Loreto
La Florida är en ort i Mexiko.   Den ligger i kommunen Loreto och delstaten Zacatecas, i den centrala delen av landet, 400 km nordväst om huvudstaden Mexico City. La Florida ligger 2 024 meter över havet och antalet invånare är 181.
Terrängen runt La Florida är platt åt nordväst, men åt sydost är den kuperad. Runt La Florida är det ganska tätbefolkat, med 80 invånare per kvadratkilometer. Närmaste större samhälle är Loreto, 3,4 km sydost om La Florida. Trakten runt La Florida består till största delen av jordbruksmark.